# さくや一歩
さくや 一歩（さくや いっぽ、5月2日 - ）は、なかよしの漫画家。北海道旭川市出身。血液型O型。
2003年、『P.S. fromラブソング』でなかよし新人まんが賞準入選を受賞し、「なかよしラブリー」春の号でデビュー。同期はひのもとめぐ、姫宮ユイゴ。
2021年に放送されたテレビ番組『川島・山内のマンガ沼』では「リベンジ」をテーマとした回で「毎日たたかう」という作品が紹介された。

## 作品リスト
- P.S. fromラブソング（デビュー作）
- はつこみゅ。
- ハ・ラ・ペ・コ
- Fall in ラブソング
- クリスマスディナーは恋の味